# Бертхолд III фон Грайзбах
Бертхолд III фон Грайзбах (на немски: Berthold III von Graisbach; † 8 октомври 1324) от род Лехсгемюнд е граф на Грайзбах (1285 – 1324) в Бавария.

## Биография
Той е син на граф Бертхолд II фон Грайзбах († ок. 1308) и съпругата му Елизабет фон Хиршберг († 1292), дъщеря на граф Гебхард II фон Хиршберг-Гроглинг-Долнщайн († ок. 1232). Внук е на граф Хайнрих IV фон Лехсгемюнд-Грайзбах († сл. 1237) и Гертруд фон Абсберг. Брат е на Гебхард III фон Грайзбах († 1327), епископ на Айхщет (1324 – 1327).
Той продава през 1302 – 1304 г. съда Грайзбах.

## Фамилия
Първи брак: с Агнес фон Бургау († сл. 1306), полусестра на Аделхайд фон Бургау († 1310), омъжена 1290 г. за херцог Конрад II фон Тек († 1292), незаконна дъщеря на маркграф Хайнрих III фон Бургау († 1286). Те имат четири деца:
- Бертхолд V фон Грайзбах († пр. 8 октомври 1324), бездетен, женен за Розалия фон Гунделфинген, дъщеря на рицар Конрад фон Гунделфинген († сл. 1324) и втората му съпруга Елизабет фон Ниферн († сл. 1297)
- Хайнрих VII фон Грайзбах († 17 април 1324), домхер в Залцбург
- Елизабет фон Грайзбах († сл. 1326), монахиня в Нидершьонфелд (1326)
- Анна фон Грайзбах († сл. 1326), монахиня в Нидершьонфелд (1326)

Втори брак: сл. 1306 г. с Маргарета фон Верденберг († сл. 1335), дъщеря на граф Рудолф II фон Верденберг-Зарганс († 1323) и съпругата му фон Аспремонт. Бракът е бездетен.
Вдовицата му Маргарета фон Верденберг се омъжва втори път пр. 24 март 1331 г. за граф Улрих V фон Пфанберг-Пеггау († 23 октомври 1354).